# Havas Lajos (labdarúgó-játékvezető)
Havas Lajos (Tárkány, 1877. január 4. – Budapest, 1969. február 10.) magyar nemzeti labdarúgó-játékvezető, tőzsdeügynök.

## Pályafutása
Havas (Hirschler) József és Steiner Karolina fiaként született. 1896-ban a kor modern ifjúságára jellemzően sportolt: tornázott, atletizált, futballozott. 1899-ben az MTK-ban rúgta a labdát, majd a BAK tagja lett.
A kornak megfelelően, felkérésre – bírói vizsga nélkül – vezettek mérkőzéseket. 1901-ben Budapesten a Bíróvizsgáló Bizottság (BB) előtt elméleti és gyakorlati vizsgát tett. Az MLSZ által üzemeltetett bajnokságokban tevékenykedett. Az MLSZ BB javaslatára NB II-es, majd 1907-től az NB I-es bíró. Küldési gyakorlat szerint rendszeres partbírói szolgálatot is végzett. 1908–1914 között a futballbíráskodás második generációjának legjobb játékvezetői között tartják nyilván. 83 évesen még eleget tett egy-egy jótékonysági mérkőzésen való partbírói felkérésnek. Az MLSZ szervezésében Zsák Károly, minden idők legnagyobb kapusa sírkövének költségeinek fedezésére mérkőzést játszottak. A találkozót Hertzka Pál vezette, Havas Lajos és dr. Földessy János voltak a partbírói. A nemzeti játékvezetéstől 1914-ben visszavonult. NB I-es mérkőzéseinek száma: 20. A kor szabályai szerint, ha a játékvezető sötétség miatt lefújta a mérkőzést, akkor a játékosok a síp hallatán megmerevedtek. A játékvezető és partbírói gyorsan lerajzolták a játékosok helyzetét és még azon a héten lejátszásra került a hátramaradt töredék mérkőzés. A rajz szerinti felállással indult a mérkőzés. Soha nem állított ki senkit.
Ars poeticája 87 évesen: "Ne feledjétek Kedves Sporttársak, hogy minden a sport bíráin áll vagy bukik! A labdarúgó sport nemzeti életünk egyik alkatrésze. Abban szépet és jót alkotni, abban az igazat követni százezrek, jobban mondva milliók óhaja. Ezt istápolni a Ti feladatotok, mai játékvezetők. Ennek értelmében tevékenykedjetek."
| Időpont            | Helyszín                      | Mérkőzés típusa          | Mérkőzés             | Eredmény | Nézők száma |
| ------------------ | ----------------------------- | ------------------------ | -------------------- | -------- | ----------- |
| 1907. november 17. | Hölgy utcai pálya, Budapest   | első NB I-es mérkőzése   | Bp. Törekvés SE–MAC  | 1 – 3    | Zárt kapus  |
| 1911. február 12.  | Üllői úti Stadion, Budapest   | FTC pályaavató           | Ferencvárosi TC–MTK  | 2 – 1    | 10 000      |
| 1914. március 29.  | Margitszigeti pálya, Budapest | utolsó NB I-es mérkőzése | Magyar AC–Nemzeti SC | 1 – 2    | 300         |

1910-től a Bíró Bizottság tagja. 1914. szeptember 14-én az elnökség négy tagja az első világháború mozgósításának első napján bevonult. Az első világháborúból sebesülten hazatérve bíróképzéssel és vizsgáztatással igyekezett a bíróhiányt segíteni. Sportvezetői célkitűzése, hogy jó játékvezetőket neveljen, azok az egész Testületnek tekintélyt szerezzenek. 1916-ban az MLSZ alelnöke. 1917. május 17-én az MLSZ egyik szerveként megalakult a Magyar Futballbírák Testülete (BT). A testület tisztikarának első elnöke. Pályafutásának 25 éves jubileumára a Bírói Testület (BT) Arany jelvény elismerésben részesítette.
1920. március 25-én Budapesten házasságot kötött a nála 14 évvel fiatalabb Hoffmann Erzsébettel. 1951-ben Budapesten feleségül vette Reichmann Saroltát. Halálát érelmeszesedés okozta.

## Külső hivatkozások
- George Reader. ulloi129.hu. (Hozzáférés: 2016. január 2.)
- Havas Lajos (labdarúgó-játékvezető) játékvezetői adatlapja a Nemzeti Labdarúgó Archívum oldalán
- Népsport, 1969. március 3.
- Geni